# Filifionki

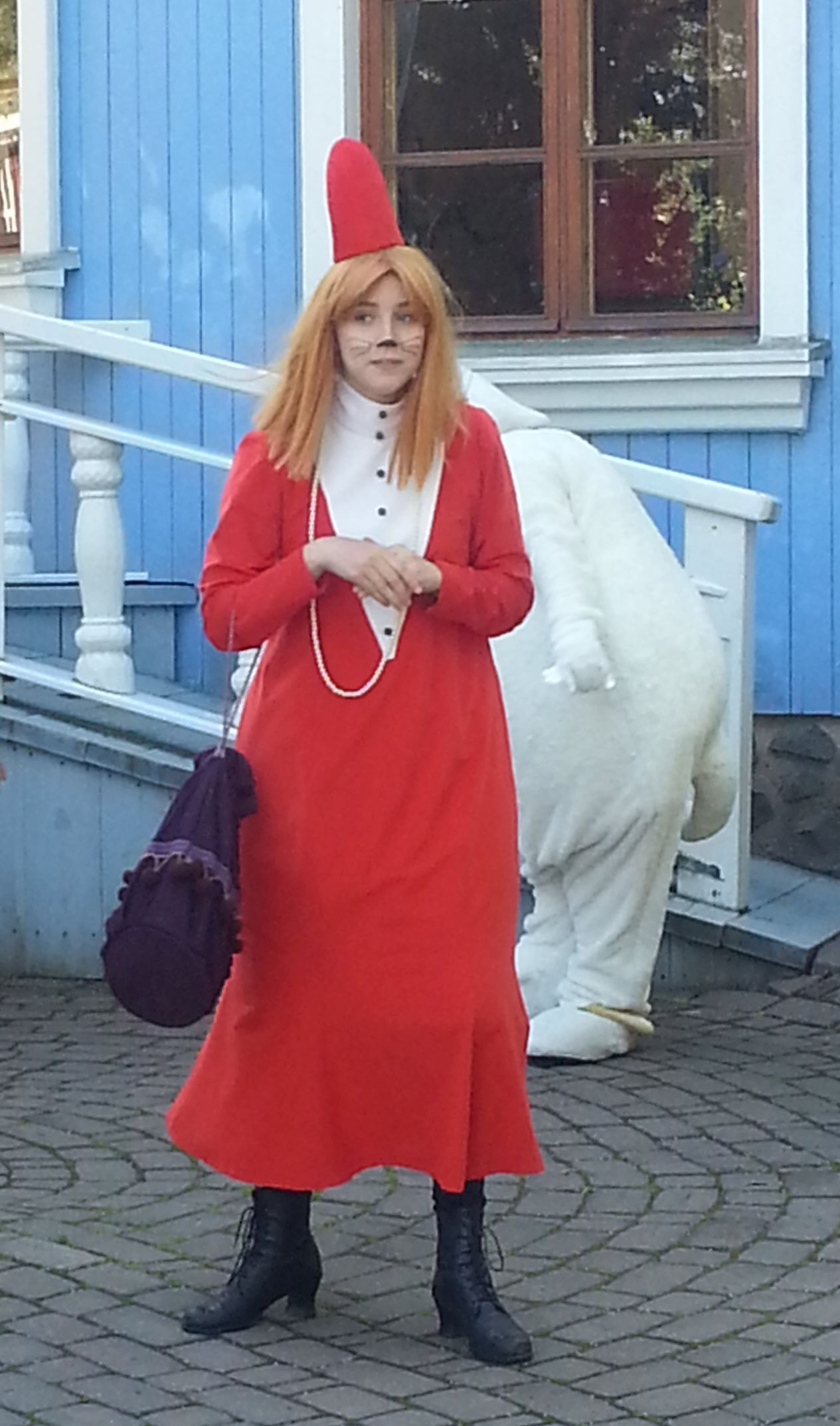
Cosplay Filifionki z parku rozrywki Świat Muminków w Finlandii.

Filifionki (szw. Filifjonkan, l.mn. Filifjonkor) – fikcyjne postacie z serii książek Tove Jansson o Muminkach. Jest to jeden z gatunków zamieszkujący Dolinę Muminków. Po raz pierwszy pojawiają się w książce pt: Lato Muminków.

## Opis postaci
Są to istoty bardzo zasadnicze, lubujące się w idealnym porządku, w czym podobne są do Paszczaków. Są zwolennikami sztywnych zasad. Głośne zabawy dzieci są dla nich odpychające, goszcząc w domu Muminków dostrzegą najmniejsze ziarenko kurzu. Bardzo zwracają uwagę na opinię innych. Wyjątkiem od tej reguły jest Filifionka, która bała się burzy z Opowiadań z Doliny Muminków – nie znajdowała ona spokoju w idealnym porządku. Inną Filifionkę spotykamy w Dolinie Muminków w listopadzie, która dręczona samotnością zamieszkuje w Domu Muminków razem z Włóczykijem, Paszczakiem, Wujem Trujem, Homkiem Toftem (dla którego starała się być matką) i Mimblą.

## Etymologia
Słowo Filifjonkan w języku szwedzkim nie posiada żadnego semantycznego znaczenia, ale filibuffare/filidera + fjompa/fjanta/fjolla znaczy „dziwaczka, wariatka/hałaśliwa” + „głupia/niemądra/marudna” i w przybliżeniu oznaczałoby dosłownie głupią, roztrzepaną kobietę.

## Analiza
Analizując stereotypy w serii o Muminkach, Hanna Dymel-Trzebiatowska napisała, że Filifionki są przykładem „stereotypowej kobiety, której obsesją jest sprzątanie i wychowywanie grzecznych dzieci. Jest także neurotyczna i czuje się przytłoczona własnymi ograniczeniami psychicznymi”.
Dan Zahavi opisał Filifionki jako „uderzający typ postaci, której pozbawione radości życie kręci się wokół utrzymywania pustych rytuałów i formalnych zwyczajów”.